# Gerhard Kubik
Gerhard Kubik (nascido em 10 de dezembro de 1934 em Viena) e um etnomusicólogo, etnólogo e interprete de clarinete e guitarra. Andou a investigar as culturas da África e a diáspora dos africanos na América do Sul.

## Biografia
Gerhard Kubik entrou em contacto com o jazz em 1946 ao antigo setor norte-americano de Viena. Ali conheceu, entre de outros, a música de Glenn Miller, Cab Calloway, Lionel Hampton, George Lewis, Bunk Johnson e Charlie Parker. Depois de acabar o bacharelato Kubik estudou na Universidade de Viena, Jurisprudência e Ciências Políticas africanas. Em 1953 uniu-se à banda de jazz de Walter Terharen. Em 1954 começou a tocar com a sua banda de jazz Musici, com a qual recebeu em 1959 o primeiro prêmio do Festival de Jazz de Viena, pouco antes da dissolução da banda.
Kubik viajou para a África, quando ainda era estudante, entre o outubro de 1959 e o outubro de 1960, viagens aos quais se vai familiarizar com o amadinda (um tipo de xilofone) de Evaristo Muyinda e com a música da tribo dos Baganda. Depois de outras viagens de investigação em 1971 vai-se doutorar em Antropologia com a tese "Die Institution mukanda und assoziierte Einrichtungen bei den Vambwla/Vankangela und verwandten Ethnien in Südost angola" ("As Instituições Mukanda e Instituições Associadas ao Vambwla/Vankangela e grupos étnicos afins ao Sudeste de Angola"), publicada em 1980 à edição de Teoria da Música Africana. Em 1974 começou a ensinar na Universidade de Viena, ao Instituto de Etnologia da Universidade de Mainz e a várias universidades e institutos na África e no Brasil.
Kubik publicou livros a partir do 1959, especialmente de temas relacionados com a música, a dança, o totemismo, a tradição oral e a educação da África e sobre a influência africana na cultura da Venezuela e Brasil. É reconhecido internacionalmente pela sua capacidade de busca da cultura africana intra-cultural. Também aparece regularmente desde 1973 às bandas de música Kwela Band e Heritage Kwela Band de Donald Kachamba, como clarinetista e guitarrista.
Kubik influiu significativamente, juntamente com Simha Arom, nas composições de György Ligeti e na maneira de pensar poli-rítmica desde os anos 1980. Nos últimos anos recolhe as tradições orais dos povos do Sul da África com uma equipa do Centro de Literatura Oral de Malawi.

## Publicações (selecção)
- Theory of African Music. 1994 ISBN 978-3-7959-0560-6
- Africa and the Blues. 1999 ISBN 1-57806-146-6
- African Guitar: Audio visual filed recordings 1966-1993. DVD Vestapol 13017
- Zum Verstehen afrikanischer Musik. 2. Auflg., LIT, Münster 2004.
- Totemismus. Ethnopsychologische Forschungsmaterialien und Interpretationen aves Ost- und Zentralafrika, 1962-2002. LIT, Münster 2004.
- Tusona - Luchazi Ideographs. A Graphic Tradition of West-Central Africa. 2. Auflg., LIT, Münster 2006.